# دبیرخانه مجمع تشخیص مصلحت نظام
دبیرخانه مجمع تشخیص مصلحت نظام یکی از نهادهای حکومتی در ایران است. این نهاد مسئولیت پشتیبانی ستادی و کارشناسی مجمع تشخیص مصلحت نظام را بر عهده دارد. دبیری مجمع بر عهده محمدباقر ذوالقدر است.

## دبیران مجمع
| ر | نام                   | نام        | نگاره            | آغاز تصدی       | پایان تصدی     | رئیس مجمع      | م.    |
| - | --------------------- | ---------- | ---------------- | --------------- | -------------- | -------------- | ----- |
| ۱ |                       | حسن حبیبی  |                  | ۲۳ فروردین ۱۳۷۶ | ۱۸ شهریور ۱۳۷۶ | هاشمی رفسنجانی | [ ۲ ] |
| ۲ |                       | محسن رضایی |                  | ۱۸ شهریور ۱۳۷۶  | ۲۸ شهریور ۱۴۰۰ | هاشمی رفسنجانی | [ ۳ ] |
| ۲ | موحدی کرمانی (سرپرست) | محسن رضایی |                  | ۱۸ شهریور ۱۳۷۶  | ۲۸ شهریور ۱۴۰۰ |                |       |
| ۲ | هاشمی شاهرودی         | محسن رضایی |                  | ۱۸ شهریور ۱۳۷۶  | ۲۸ شهریور ۱۴۰۰ |                |       |
| ۲ | آملی لاریجانی         | محسن رضایی | ‏                 | ۱۸ شهریور ۱۳۷۶  | ۲۸ شهریور ۱۴۰۰ |                |       |
| ۳ | آملی لاریجانی         |            | محمدباقر ذوالقدر |                 | ۲۸ شهریور ۱۴۰۰ | متصدی          | [ ۴ ] |

## نهادهای وابسته
- مرکز ارزیابی و نظارت راهبردی اجرای سیاست‌های کلی نظام[۵]